# Armémuseum

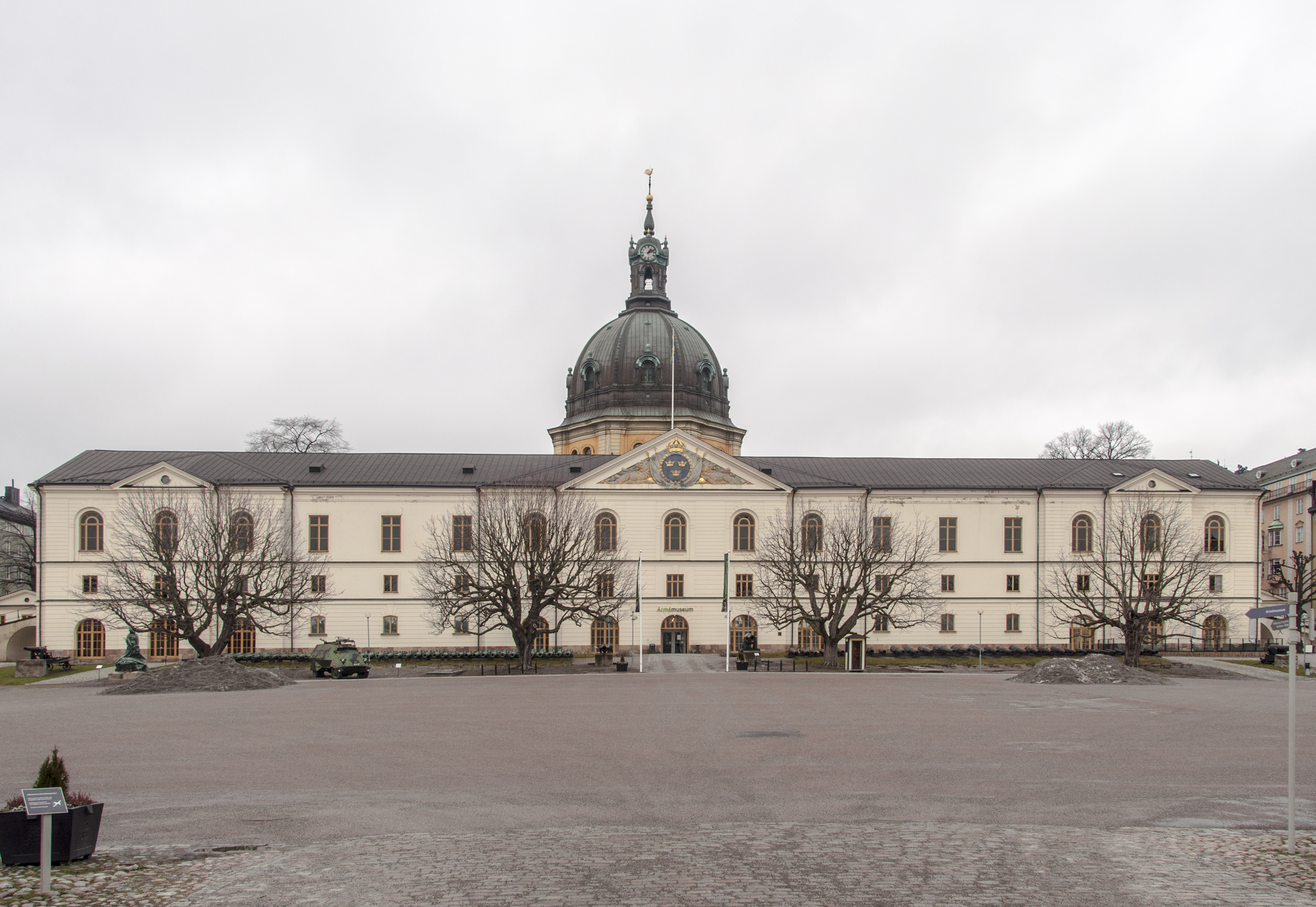
Armémuseum, 2014

Das Armémuseum ist ein Museum in Stockholm zur Militärgeschichte Schwedens.

## Geschichte
Das Museum wurde 1967 eröffnet und befindet sich im Stadtbezirk Östermalm in Stockholm. Nach längeren Renovierungsarbeiten wurde das Museum 2002 wiedereröffnet. Es widmet sich der Militärgeschichte Schwedens, der gegenwärtigen militärischen Neutralitätspolitik Schwedens sowie der Schwedischen Armee. Das Bauwerk, in dem sich das Museum befindet, wurde im 17. Jahrhundert  als Arsenal für die Produktion und Lagerung von Artilleriewaffen errichtet.
Im Museum finden sich unter anderem lebensgroße nachgebildete Soldatenfiguren in den Uniformen der jeweiligen Jahrhunderte. Verschiedene Kriegsszenen vergangener Schlachten der schwedischen Streitkräfte wurden nachgebildet. Die Trophäen und Fahnen von besiegten Armeen des 17. und 18. Jahrhunderts werden in einem besonderen Raum ausgestellt. In der temporären Ausstellung zur Spionage wird eine Enigma gezeigt.

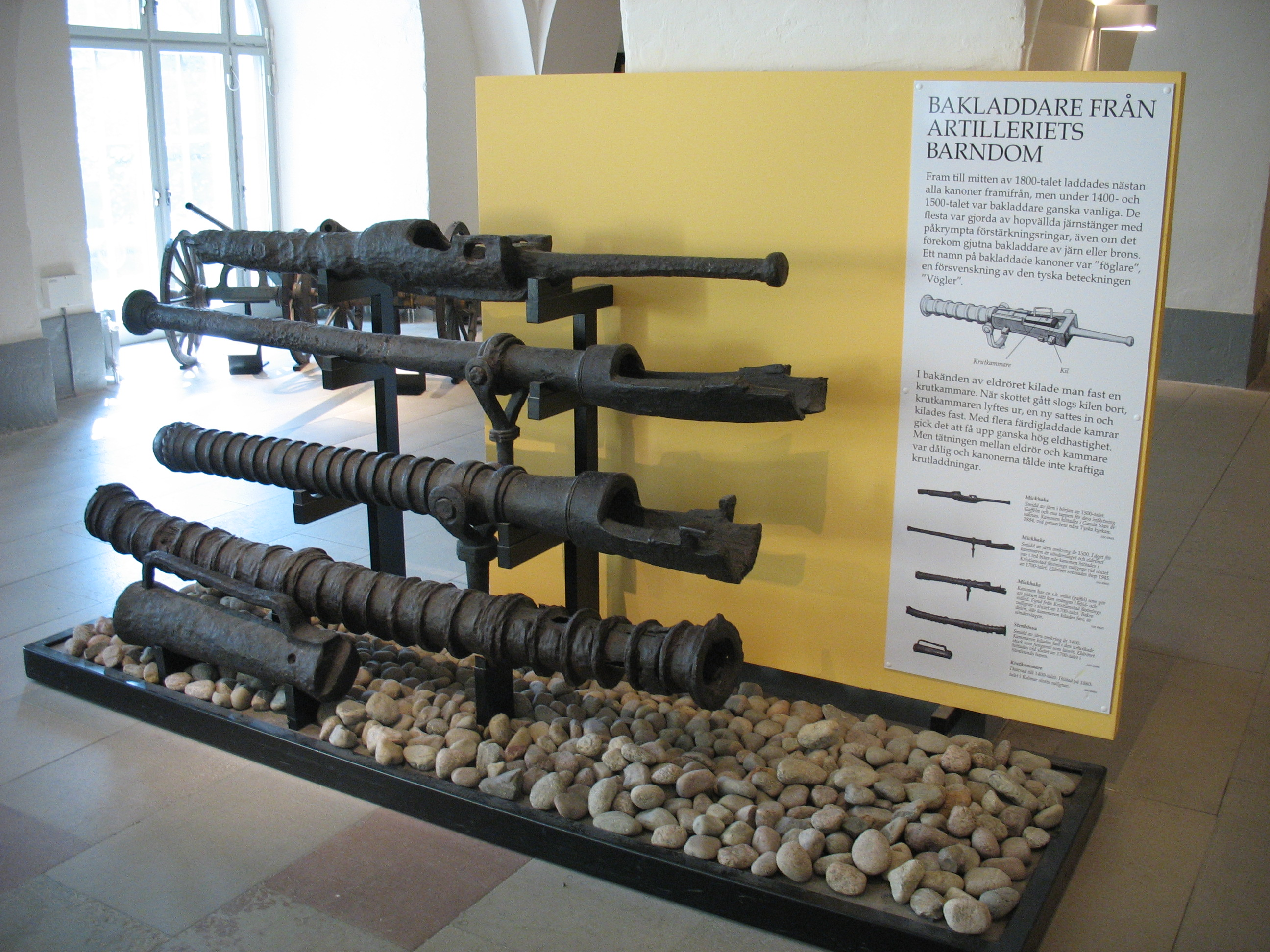
Ausstellung von frühen Hinterladerkanonen
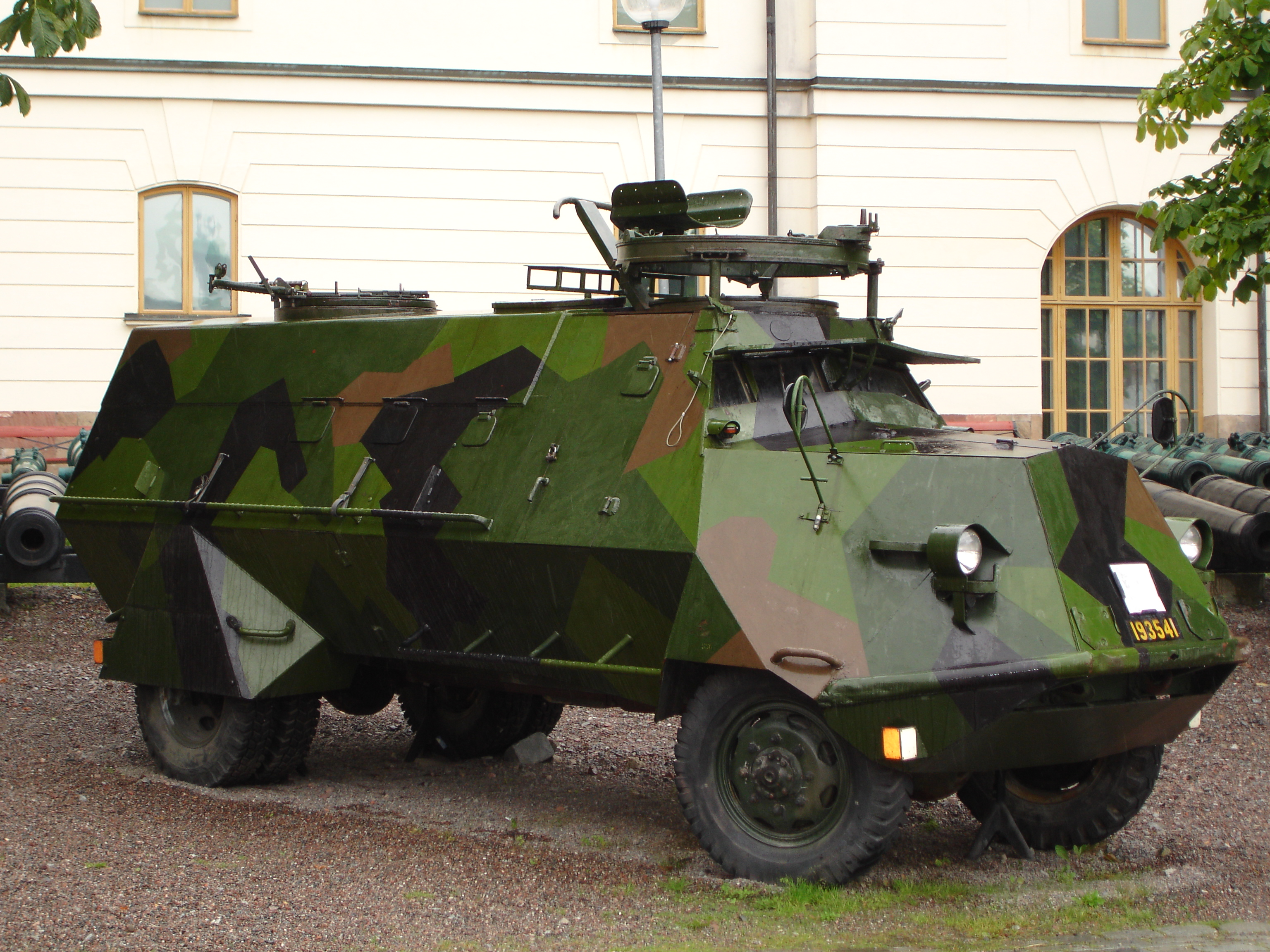
Scania Karosseri Pansar m/42 (Tgbil m/42 SKP/VKP)